# Putorana-Gebirge

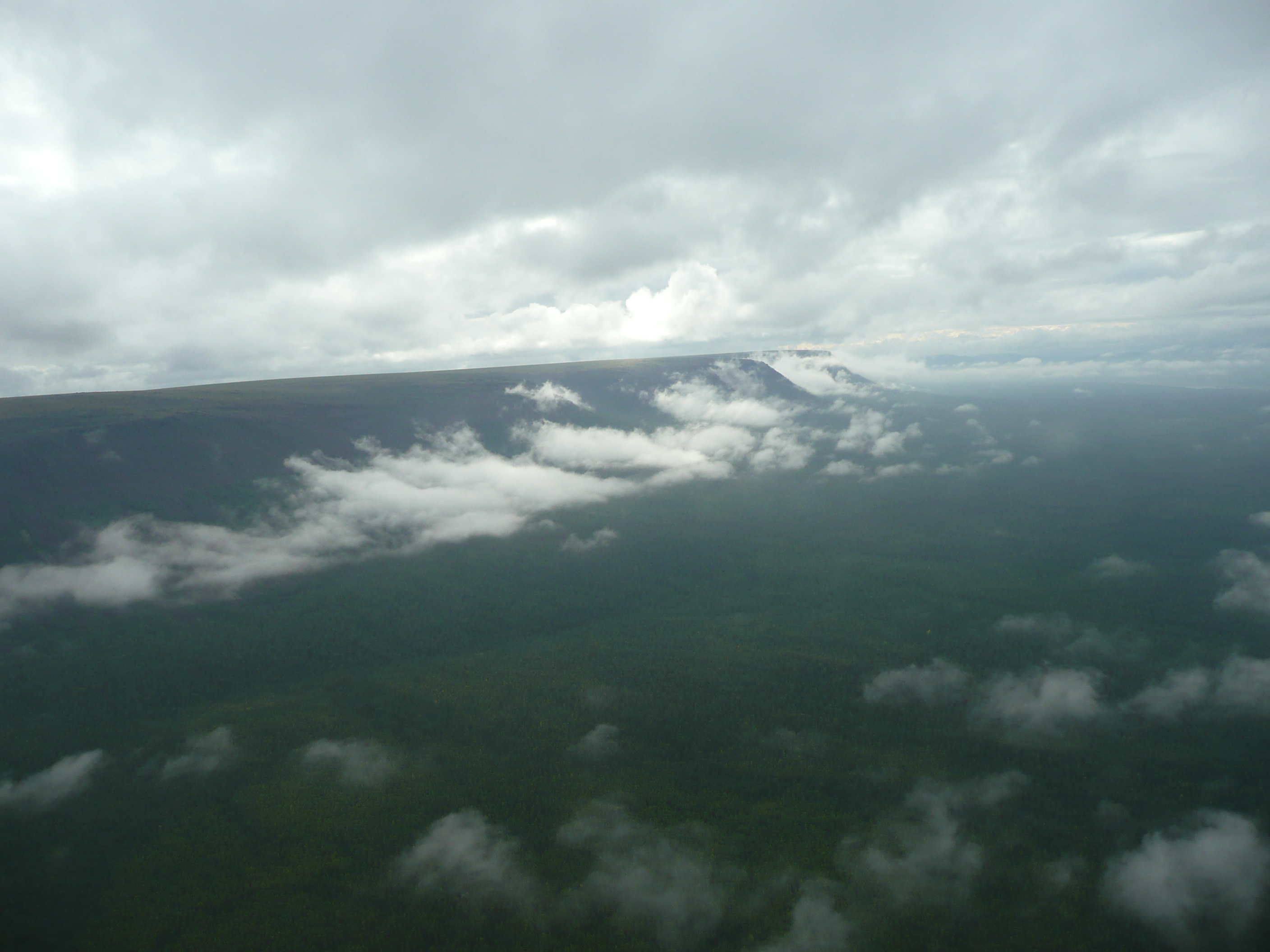
Putorana-Plateau

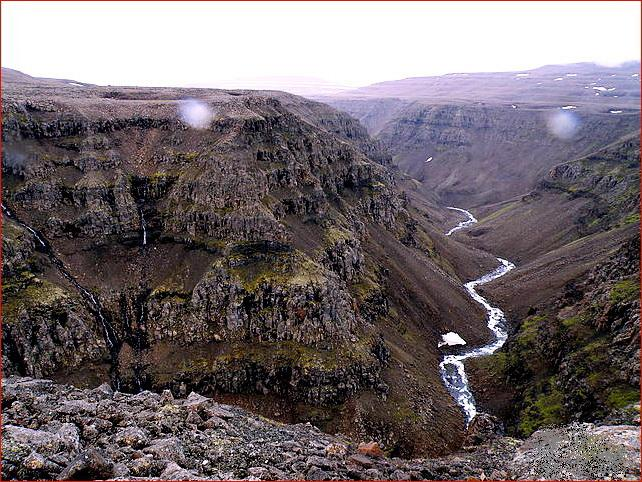
Schlucht im Putorana-Gebirge

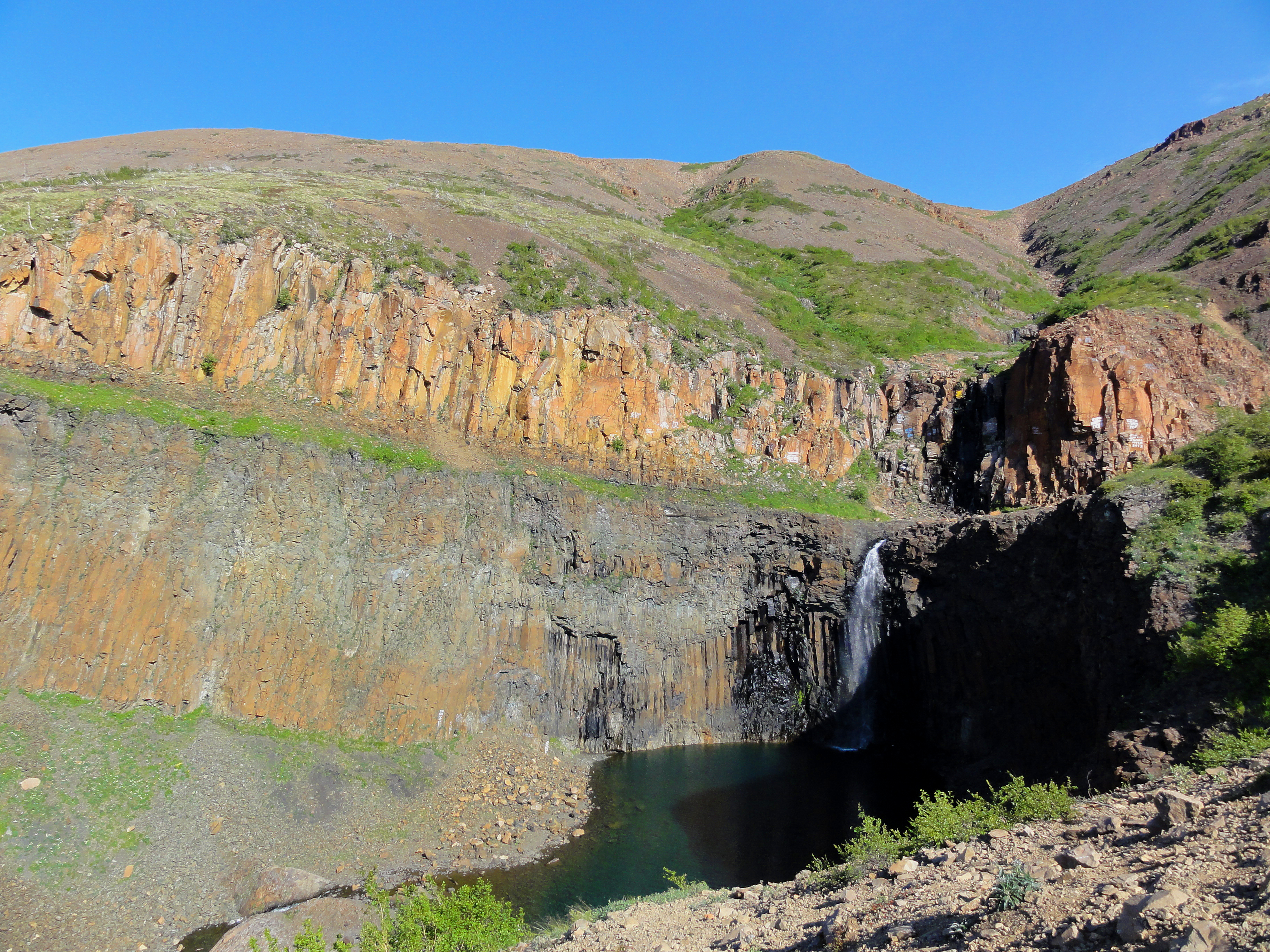
Wasserfall mit See im felsigen Putorana-Gebirge

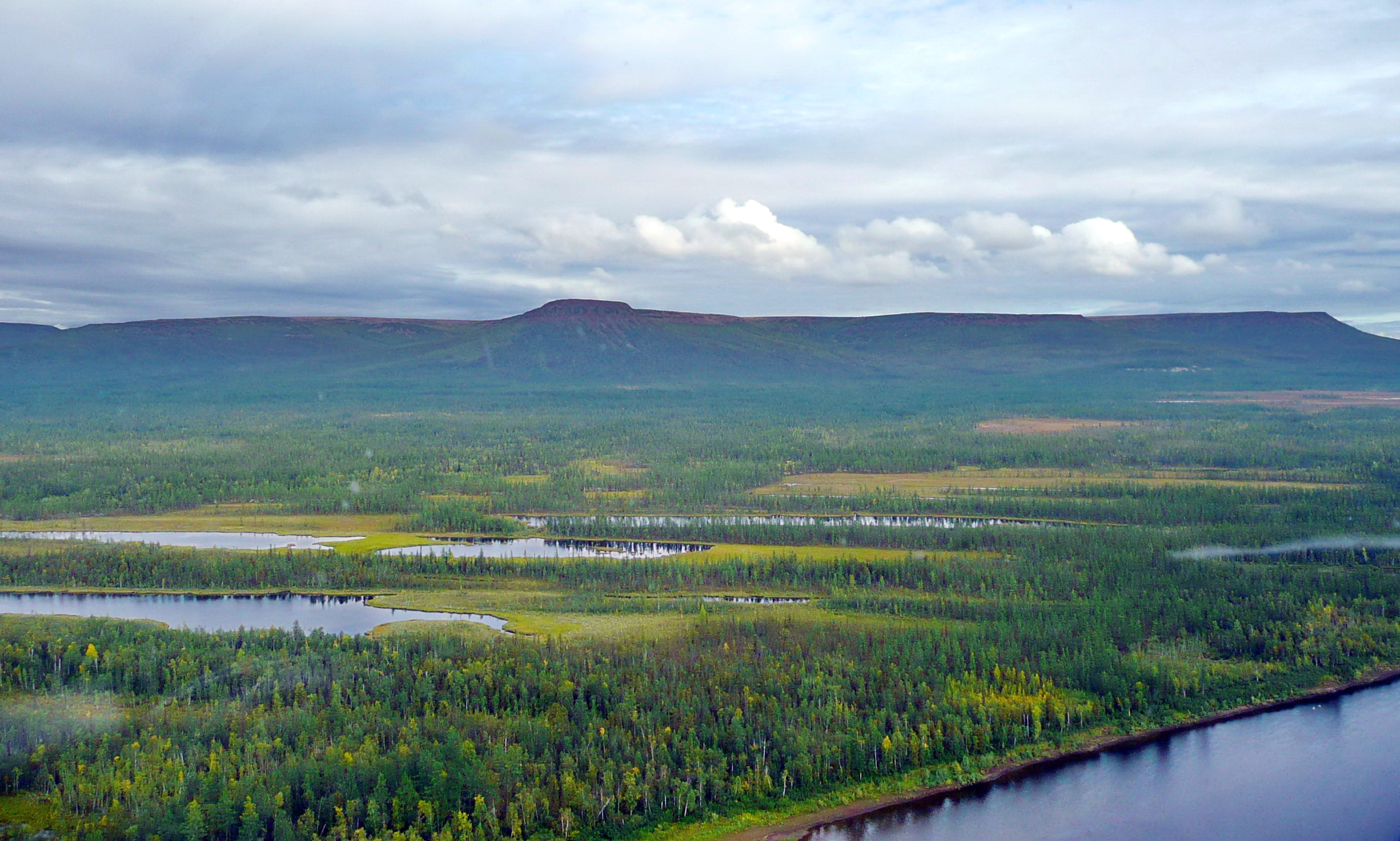
Südausläufer des Putorana-Gebirges mit Unterer Tunguska

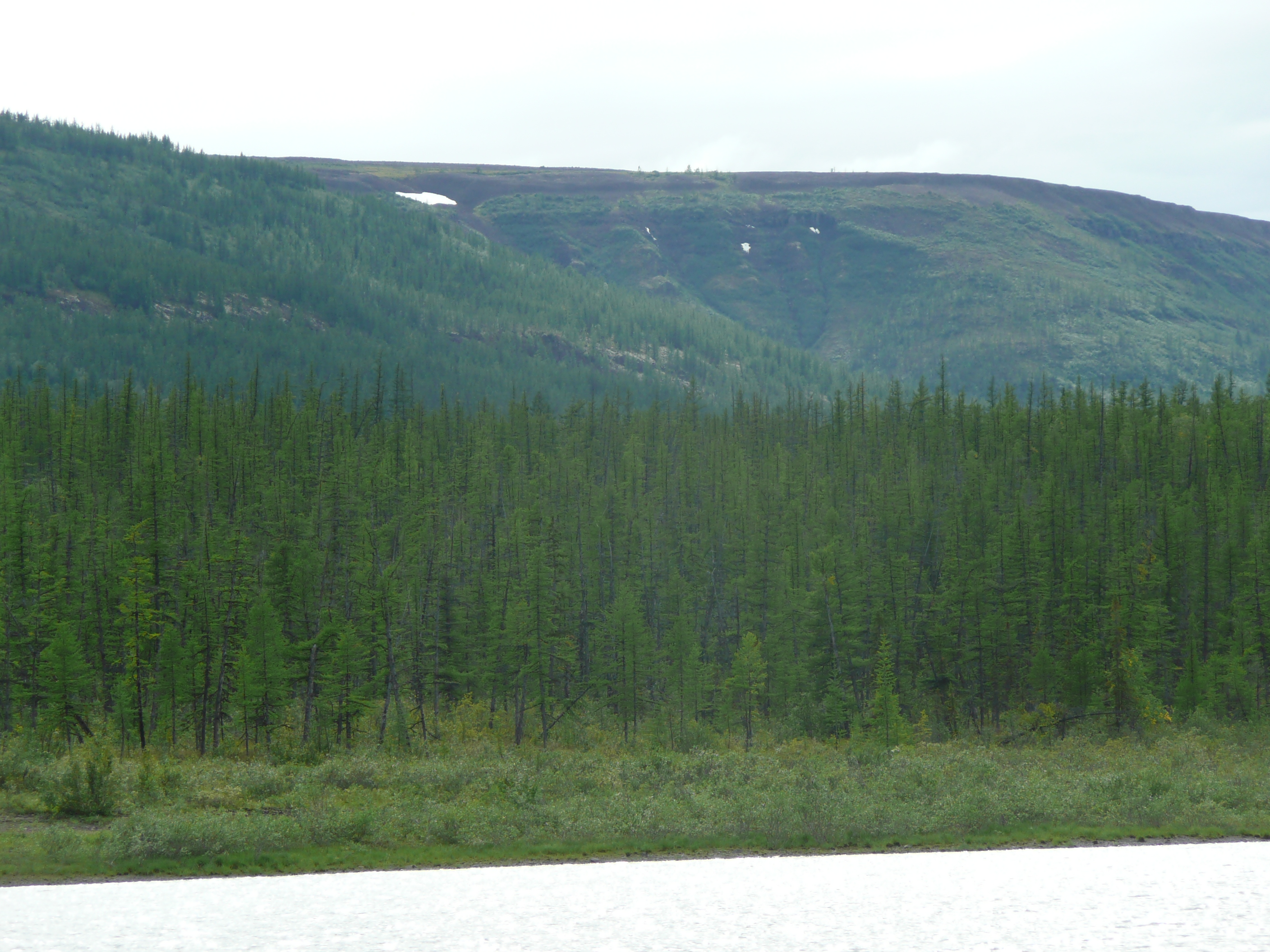
Blick von Unterer Tunguska auf Flanke von Südausläufern des Putorana-Gebirges mit borealem Nadelwald (Taiga)

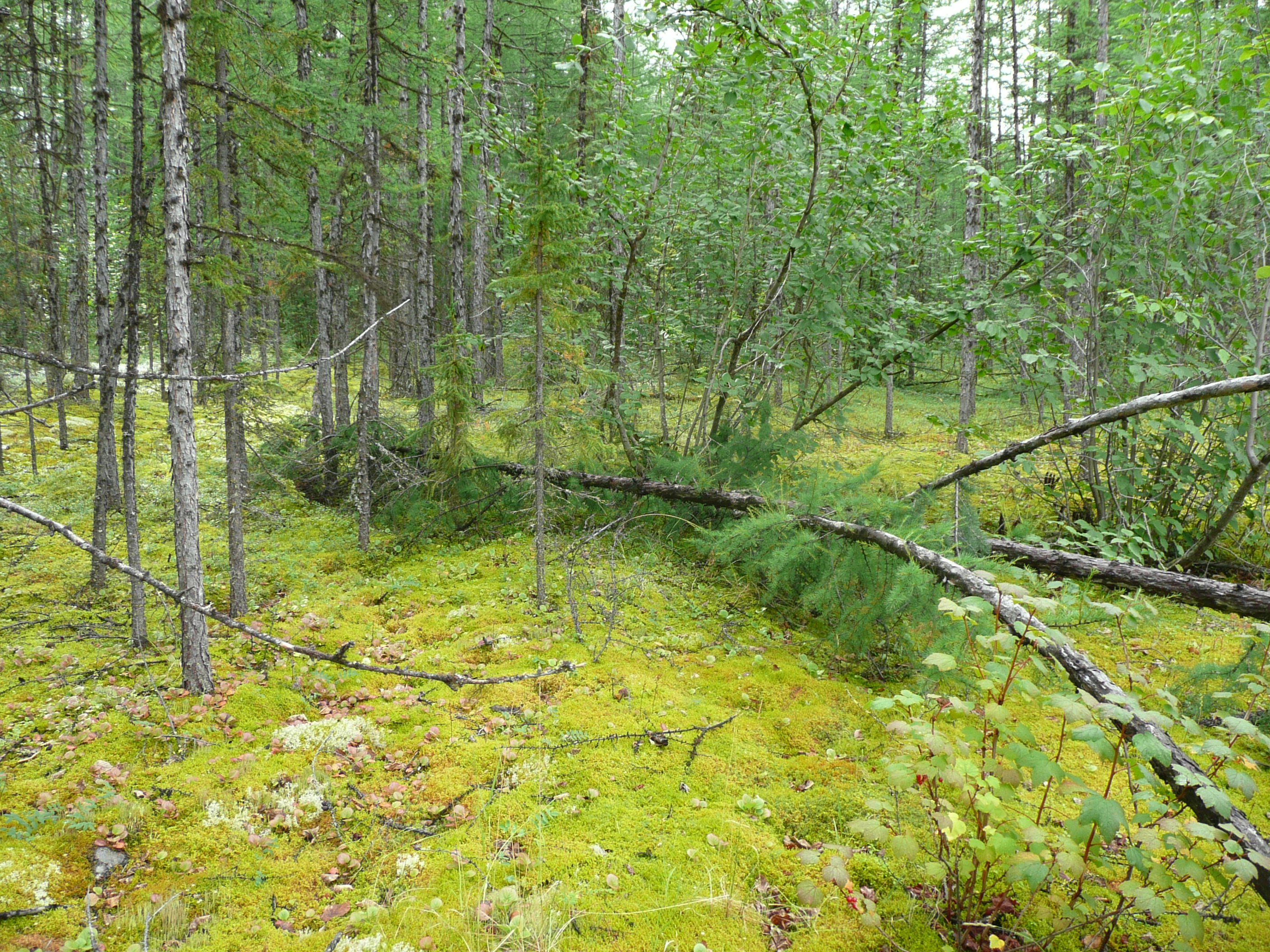
Taiga des Putorana-Gebirges nahe Unterer Tunguska

Das Putorana-Gebirge (russisch Горы Путорана), insbesondere sein Kernbereich wird aufgrund der plateauartigen Berge auch Putorana-Plateau (Плато Путорана) genannt, ist ein bis 1701 m hohes Hochgebirge des Mittelsibirischen Berglandes, jeweils im Norden von Sibirien, der Region Krasnojarsk und von Russland (Asien) gelegen. Im Gebirge liegt am Wiwisee das geographische Zentrum Russlands.

## Geographie

### Lage
Das Putorana-Gebirge liegt mit seiner höchsten Region rund 300 km nördlich des nördlichen Polarkreises. Es bildet den recht großen Nordwestteil des Mittelsibirischen Berglandes. Nach Norden fällt seine Gebirgslandschaft in die Taimyrsenke ab, den Mittelteil des Nordsibirischen Tieflands, nach Osten leitet es zum Anabarplateau und nach Südosten zum Wiljuiplateau über, nach Westen fällt es teils über das Lontokoiski-Kamen-Gebirge in das großflächige Westsibirische Tiefland ab, in dem besonders die Stromgebiete von Jenissei und Ob liegen, und über seinen Südausläufer Sywermaplateau in das Tal der Unteren Tunguska.
Das Gebirge hat zwischen der nördlichen Taimyrsenke und seinen äußeren Südausläufern an der Unteren Tunguska etwa 750 km (ca. 71° bis 64° N) und zwischen den Flüssen Pjassina im Westen und Kotui im Osten rund 550 km (ca. 88° bis 101° O) Ausdehnung. Sein Kernbereich, das Putorana-Plateau, ist mit etwa 175 mal 175 km viel kleiner.

### Berge, Gletscher und Gewässer
Der höchste Berg des Putorana-Gebirges ist der nahe der Quelle des Flusses Kotui gelegene Kamen (1701 m). Im Nordost- und Ostteil des Gebirges befinden sich ein paar kleine Gletscher mit einer Gesamtfläche von nur 2,5 km².
Das Gebirge wird zuweilen „Land der zehntausend Seen und tausend Wasserfälle“ genannt. Zu den Flüssen, die im Gebirge meist in Schluchten verlaufen und viele Stromschnellen und Wasserfälle bilden, gehören Chantaika, Cheta, Embentschime, Kotschetschum, Kotui, Kureika, Maimetscha, Pjassina, Sewernaja, Tembentschi, Tutontschana und Wiwi; die äußeren Südausläufer des Gebirges passiert die Untere Tunguska, die von manchen der vorgenannten Flüsse gespeist wird, und an den Nordwestausläufern fließt die Norilka vorbei. Es liegen auch viele Seen und Stauseen innerhalb oder am Rand des Gebirges, die größten sind: Agatasee, Ajansee, Chantaikastausee, Chantaisee, Djupkunsee am Kotui, Djupkunsee an der Kureika, Glubokojesee, Ketasee (Kemasee), Kutaramakansee, Kureikastausee, Lamasee, Melkojesee, Nakomjakensee, Pjassinosee, Sobatschjesee und Wiwisee. Manche dieser maximal 150 km langen und bis 420 m tiefen Seen haben im Rahmen ihres Seebeckens eine Kryptodepression; zum Beispiel liegt die Tiefe der meisten Seen im Gebirgswestteil zwischen 50 und 300 m unter dem Meeresspiegel. Diese tiefen Seebecken entstanden durch tektonische Bewegungen. Am linken Ufer des an der Kureika gelegenen Djupkunsee befindet sich der Talnikowy-Wasserfall, der mit 482 m Höhe zu den höchsten Wasserfällen der Erde gehört.

### Ortschaften und Industrie
Im großflächigen Putorana-Gebirge gibt es keine größeren Siedlungen. Nahe seinen Westausläufern liegt jedoch als einzige Großstadt Norilsk, dessen nordöstlicher Stadtteil Talnach sich direkt am Westhang des Gebirges befindet.

## Geologie
Geologisch betrachtet ist das Putorana-Gebirge nahezu vollständig aus Basalten und verwandten Gesteinen aufgebaut, die zum Vulkanismus des sibirischen Trapp gehören. Im Nordwesten gibt es große Vorkommen an Erz, Kupfer und Nickel. Die nördlichen und westlichen Hänge der meist plateauartigen Berge haben zumeist steile Hangneigung mit maximal 800 m Höhenunterschied (mancherorts sogar mehr), die östlichen und südlichen Hänge fallen meist sanft ab. Vielerorts ist die Landschaft zerklüftet und – für Frostschuttwüsten typisch – stark verwittert. 1980 wurde bei Talnach am Nordwestrand des Gebirges das nach ihm benannte Mineral Putoranit entdeckt.

## Klima
Im Putorana-Gebirge herrscht, abgesehen von manchen Tallagen (wie am Lamasee), die weniger den kalten Nordwinden ausgesetzt sind, ein raues Kontinentalklima. Im Winter fällt das Thermometer im Januar auf durchschnittlich −27,5 °C und im Sommer steigt es im Juli in den Talbereichen auf durchschnittlich +14,2 °C. Die jährliche Niederschlagsmenge liegt durchschnittlich bei 453 mm. Der meiste Niederschlag fällt mit 57 mm im August, das Minimum mit 24 mm im Februar. Im niederschlagsarmen Winter bildet sich meist eine nur geringe Schneedecke, die dann aber für 8 Monate erhalten bleibt. Als Folge des Klimawandels taut der Permafrostboden zunehmend auf und wird daher schlammig. Im Gebirge dauert der Polartag maximal vom 16. Mai bis 29. Juli (75 Tage) und die Polarnacht vom 25. November bis 13. Januar (50 Tage).

## Flora und Fauna
In den Tälern des Putorana-Gebirges breitet sich borealer Nadelwald (Taiga mit Fichten und Lärchen) aus, und auf den felsigen Hochflächen stockt die Tundra mit Flechten und Moosen.
Das Gebirge wird alljährlich von der größten wilden Rentierherde der Erde durchwandert. Etwa 500.000 Wildrentiere ziehen auf ihren Wanderungen durch das Gebiet und verbringen pro Jahr etwa fünf bis sechs Monate hier. Eine Besonderheit ist das Putorana-Schneeschaf (Ovis nivicola borealis), eine geographisch isolierte Unterart des Schneeschafs, die sich vor 15.000 Jahren von den Artgenossen des östlich gelegenen Hauptverbreitungsgebietes getrennt hat. Weitere Großtiere des Putorana-Gebirges sind Elch, Wolf, Braunbär, Eurasischer Luchs und Vielfraß. Kleinere und mittelgroße Säugetiere der Region sind Rotfuchs, Polarfuchs, Fischotter, Hermelin, Zobel, Europäisches Gleithörnchen, Eichhörnchen, Sibirisches Streifenhörnchen, Waldlemming, Sibirischer Lemming, Echter Halsbandlemming, Bisamratte, Nördlicher Pfeifhase, und Schneehase. Auffällige Greifvogelarten sind Steinadler, Seeadler, Fischadler, Wanderfalke, Gerfalke und Merlin. Eulen sind etwa durch Sperbereule, Bartkauz und Habichtskauz vertreten. Unter den Hühnervögeln sind Auerhuhn, Steinauerhuhn und Haselhuhn zu nennen. Zahlreiche Wasservogelarten bevölkern die Gewässer der Region. Darunter etwa Gelbschnabeltaucher, Grauschwanzwasserläufer, Zwergbrachvogel, Zwerggans, Rothalsgans und Zwergschwan. Ungeklärt ist, ob der Mönchskranich vorkommt. Der einzige Vertreter der Amphibien ist der Sibirische Winkelzahnmolch. Die Flüsse sind reich an Fischen, insbesondere an Lachsfischen, wie Taimen, Arktischer Äsche, Omul, Lenok und Saiblingen. Nicht zu den Lachsfischen zählen die Quappe und eine Schmerlenart (Acanthocobitis urophthalamus).

## Erforschung und Schutzstatus

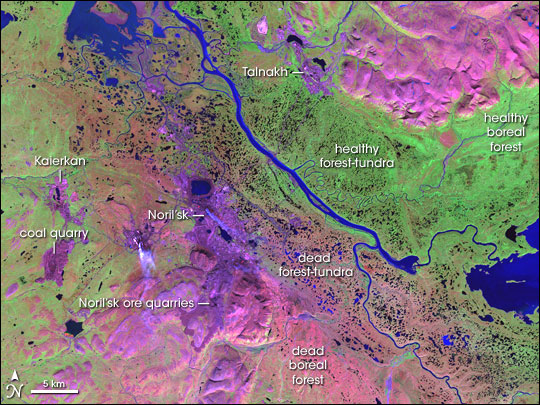
Falschfarbenfoto: Aus der Produktion des Konzerns MMC Norilsk Nickel resultierende Umweltverschmutzung im Nordwestteil des Putorana-Gebirges, in der Region Norilsk, an der Norilka und im Lontokoiski-Kamen-Gebirge

Erforscht und wissenschaftlich beschrieben wurde das Putorana-Gebirge erstmals durch den deutsch-baltischen Entdecker und Zoologen Alexander Theodor von Middendorff (1815–1894).
Das Gebirge, in dem das 1988 gegründete Staatliche Naturschutzgebiet Putorana (18.872,51 km²) liegt, wurde 2010 von der UNESCO zum Weltnaturerbe erklärt. Das Reservat schützt knapp ein Drittel des Areals, in dem das Putorana-Schneeschaf vorkommt. Der Bestand dieser Wildschafe betrug hier in den 1980er Jahren etwa 3500 Tiere, bei steigender Tendenz. Daneben kommen im Reservat die typischen Arten des Putorana-Gebirges vor. Insgesamt leben hier mindestens 38 Säugetier-, 140 Vogel- und 36 Fischarten.

## Umweltverschmutzung
Die Industrie-Anlagen des Konzerns MMC Norilsk Nickel, dem Weltmarktführer der Produktion von Nickel und Palladium, mit in den Nordwestausläufern des Putorana-Gebirges bei Talnach sowie am nahen Lontokoiski-Kamen-Gebirge bei Norilsk und Kajerkan befindlichen Tagebauen, führen zu starken Umweltverschmutzungen. Daher ist das Gebirge besonders im Nordwesten stark mit Schwermetallen und diversen Umweltgiften belastet.